# Dudek
Dudek (Upupa epops) – gatunek średniej wielkości ptaka wędrownego z rodziny dudków (Upupidae). Wyróżnia się gliniastopomarańczowym ubarwieniem z czarno-biało pręgowanym grzbietem i skrzydłami oraz czarnym ogonem z białą przepaską. Pstre ubarwienie jest szczególnie rzucające się w oczy u ptaka w locie, gdy wygląda jak ogromny motyl. Na głowie ma długi ruchliwy czub z czarno zakończonych piór, który rozpościera wachlarzowato w chwilach zaniepokojenia. Odzywa się donośnym, niskim „upupup”. Długi dziób służy do wyszukiwania zdobyczy w ziemi. Młode dudki w gnieździe, by przegonić intruza posługują się niezwykłą bronią w postaci cuchnącej cieczy wystrzykiwanej w kierunku wroga. Z tego powodu gniazda dudka czasem nieprzyjemnie pachną.

## Występowanie
Zamieszkuje znaczną część Europy (najczęściej jej południowo-zachodnią część), zachodnią, środkową, południową i wschodnią część kontynentu azjatyckiego oraz północno-zachodnią Afrykę i Afrykę Subsaharyjską. W Europie północna granica występowania sięga Bałtyku, a w Azji sięga ona po jezioro Bajkał. Na zimę europejskie i azjatyckie populacje opuszczają wyższe szerokości geograficzne i kierują się na południe. Przeloty w Europie III–V i VIII–X. Ptaki zimują w środkowej i północno-zachodniej Afryce i na południe od Sahary, na Półwyspie Arabskim oraz w południowej i południowo-wschodniej Azji.
W Polsce to nieliczny, lokalnie średnio liczny ptak lęgowy. Można go spotkać niemal na całym niżu, na terenach o wysokości do 600 m n.p.m. Liczniej występuje w centralnej i wschodniej Polsce, zwłaszcza w dolinach większych rzek (Wisły, Bugu, Narwi czy Pilicy). W zachodniej części kraju jest mniej liczny, najczęściej występuje w dolinach Warty, Noteci i Odry. Bardzo nieliczny jest natomiast na Pomorzu i Mazurach (lokalnie liczniejszy, np. w Borach Tucholskich).

## Systematyka
W niektórych systematykach (Sibley-Ahlquist, 1990) wydzielano osobny rząd dudkowe (Upupiformes), obejmujący dwie rodziny: dudki (Upupidae) oraz sierpodudki (Phoeniculidae). Międzynarodowy Komitet Ornitologiczny (IOC) oraz inni współcześni systematycy klasyfikują te dwie rodziny w rzędzie dzioborożcowatych (Bucerotiformes).

### Podgatunki
Wyróżnia się od 6 do 8 podgatunków U. epops. Taksonomia w obrębie podgatunków sporna i niejasna. Część systematyków uznaje podgatunek africana za odrębny gatunek. Niektórzy autorzy nie uznają podgatunku saturata i synonimizują go z podgatunkiem nominatywnym. Za podgatunek dudka uznawany był dudek madagaskarski (U. marginata), obecnie powszechnie klasyfikowany jako osobny gatunek.
- U. epops epops (dudek (zwyczajny)[3]) – północno-zachodnia Afryka (na wschód po Libię), Wyspy Kanaryjskie, Europa (bez Wielkiej Brytanii, Skandynawii i północnej Rosji) na południe po Bliski Wschód, na wschód po południowo-środkową Rosję, północno-zachodnie Chiny i północno-zachodnie Indie
- U. epops ceylonensis – równiny Pakistanu, Indie, Sri Lanka
- U. epops longirostris – północno-wschodnie Indie do południowych Chin, Indochiny i północny Półwysep Malajski
- U. epops major – Egipt, północny Sudan i wschodni Czad
- U. epops senegalensis – południowa Algieria oraz pas od Senegalu i Gambii do Somalii i Etiopii
- U. epops waibeli – Kamerun do północno-zachodniej Kenii i północnej Ugandy
- U. epops saturata – południowo-środkowa Rosja (na wschód od Jeniseju) na wschód po rosyjski Daleki Wschód i Półwysep Koreański (niekiedy także Japonię) oraz na południe po środkowe Chiny i Tybet. Północne populacje są wędrowne.
- U. epops africana (dudek rdzawy[3]) – od Demokratycznej Republiki Konga po Kenię i na południe po południowy skraj kontynentu

## Charakterystyka

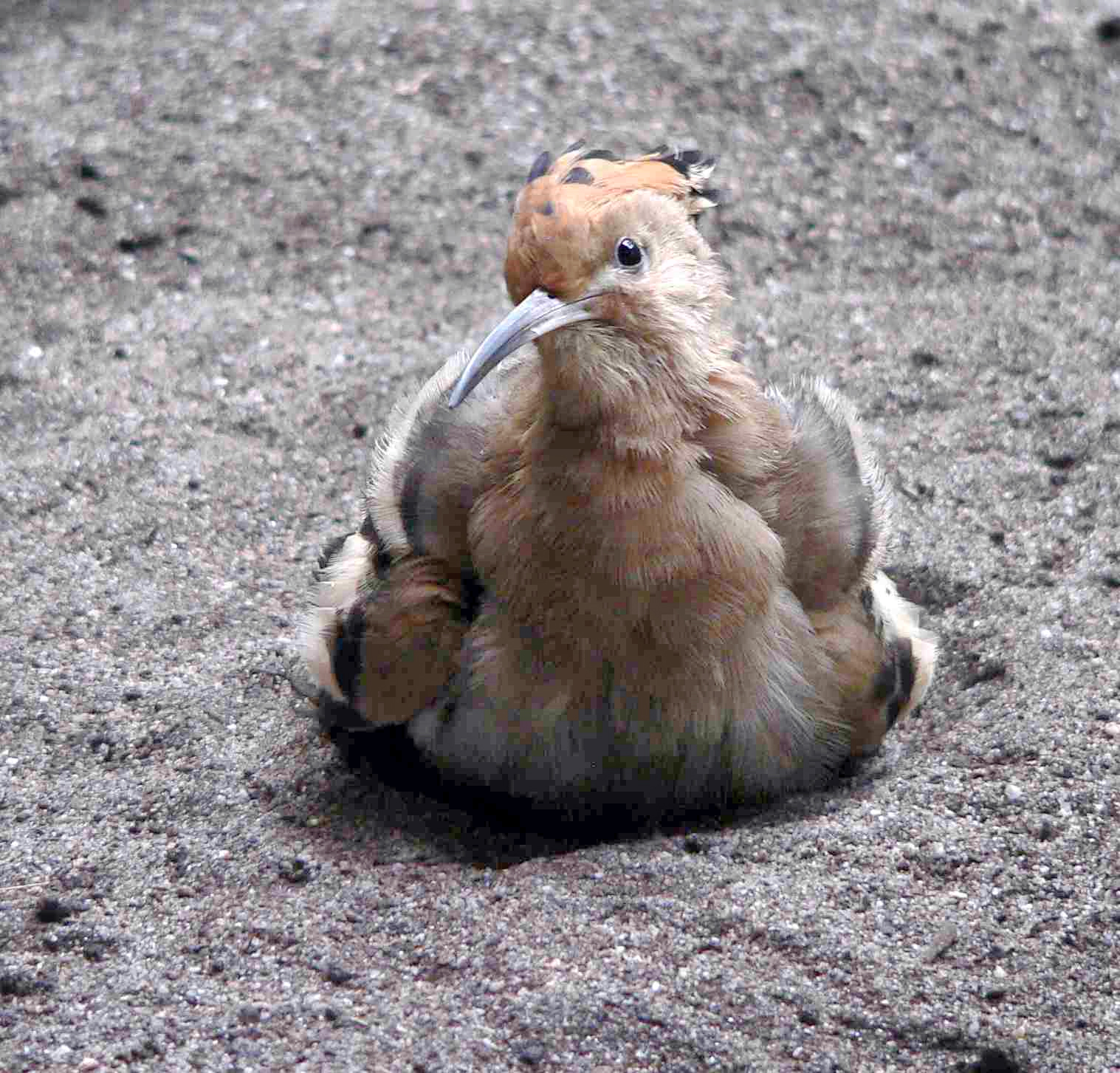
Dudek oddający się kąpieli w piasku

### Wygląd zewnętrzny
Brak wyraźnego dymorfizmu płciowego, samica jest jedynie nieco mniejsza od samca i ma bardziej stonowane barwy. Rozpoznanie płci możliwe jest jednak tylko z bliska. Na głowie charakterystyczny, rozkładany wachlarzowato w okresie godowym, w sytuacjach zagrożenia i przy odlocie lub lądowaniu, rdzawy, ruchomy dwurzędowy czub (złożony do tyłu wygląda jak młotek). Końcówki piór w czubie czarne. Głowa i szyja rdzawobrązowe, a spód ciała z podłużnymi i ciemnymi plamami. Plecy i pierś czerwonobrązowe, na czarnych lotkach i sterówkach białe i żółtawe poprzeczne pasy, brzuch i podogonie jasne, dziób długi, cienki, rdzawobrązowy z czarnym końcem i zagięty, z uwstecznionym językiem. Skrzydła szerokie i zaokrąglone. Ma ciemnobrązowe oczy i szare nogi.
Dudek dorównuje wielkością turkawce i jest nieco większy od szpaka. Ptak jest łatwo rozpoznawalny, zwłaszcza w locie, bo jako jedyny europejski ptak łączy w upierzeniu rdzawą, czarną i białą barwę. Zaskoczony obecnością człowieka dudek nie odlatuje zawsze od razu. Czasem nieruchomieje w pozie, w której upodabnia się do barwnej jaszczurki. Dzięki swemu upierzeniu w czasie żerowania zlewa się z otoczeniem. 

### Wymiary
długość ciałaok. 28–29 cm
rozpiętość skrzydeł45–46 cm
długość ogona10 cm
długość dzioba5–6 cm
masa ciałaok. 50–80 g

### Zachowanie
Lot falisty, szybki, pozornie niezdarny jak u motyli czy nietoperzy, ale bardzo zwrotny. Dzięki czarno-białemu prążkowaniu lotek i ogona w powietrzu przypomina wtedy wielkiego motyla lub sójkę, tym bardziej, że lata nisko nad ziemią. Spotkać można go z rozłożonymi skrzydłami w trakcie wygrzewania się na słońcu. Nie zawsze łatwo zauważyć go w terenie, choć nie jest to ptak płochliwy i najczęściej przebywa na otwartych przestrzeniach, gdzie siada na wyżej położonych obiektach – budach, kamieniach lub płotach.
Niepokojone pisklęta potrafią ze specjalnie zmodyfikowanego gruczołu kuprowego wystrzyknąć ciemnobrązowy płyn o nieprzyjemnym, piżmowym zapachu. Mogą również wystrzykiwać strumienie płynnego kału i zawartości jelit przez otwór kloaczny. Strzały takie mogą sięgnąć nawet 50 cm w górę. Podczas wysiadywania jaj również samica posiada taką zdolność. Drapieżnika młode próbują też odpędzić syczącym prychaniem.

### Głos
W okresie godowym samiec wydaje głuchą pieśń tokową, daleko słyszane niskie „up-up-up”. Od tego dźwięku wzięła się naukowa, łacińska, nazwa ptaka. Również nazwa polska pochodzi od wydawanych odgłosów „udududu ududud”, stąd dudek. Pisklęta wołają „sit”. Przy wabieniu słychać „cherrr”, natomiast w razie niebezpieczeństwa „wij”.

## Środowisko

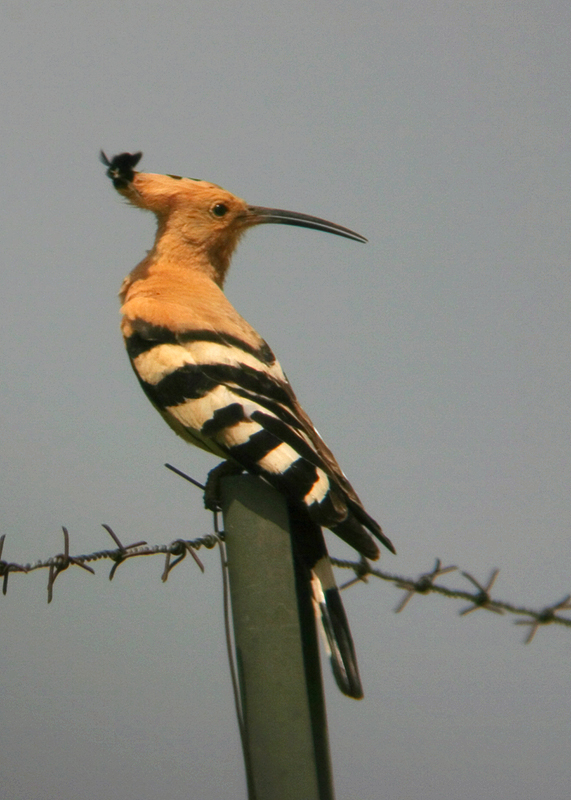
Dudki obserwują często okolicę z wyżej położonych obiektów

Środowiskiem dudka są skraje starych widnych drzewostanów liściastych i aleje drzew w pobliżu rowów, pól i ugorów w obrębie terenów otwartych; niewielkie prześwietlone lasy z rozległymi polanami, przerębami i szerokimi przecinkami, obrzeża dużych lasów sąsiadujące z otwartymi terenami, także sady i obrzeża siedlisk ludzkich (a nawet osiedli). W Polsce wybiera często naturalne doliny rzek i krajobraz rolniczy. Lęgnie się na pastwiskach i łąkach z pojedynczo rosnącymi drzewami z dziuplami, gdzie może wydać na świat potomstwo. Gdy dziupli brakuje, wybiera dziury w ziemi lub sterty kamieni. Preferuje miejsca, gdzie wypasane jest bydło, gdyż na otwartych przestrzeniach zbiera pokarm. Preferuje tereny suche i ciepłe porastane przez niską roślinność i z sypkim podłożem. Unika zwartych lasów.

## Pożywienie
Dudek je drobne bezkręgowce, przede wszystkim owady i ich larwy oraz poczwarki wyciągane długim dziobem z ziemi i z odchodów bydła. Są to między innymi turkuć podjadek, pasikonik, chrabąszcze, mrówki, muchy, ślimaki, dżdżownice i motyle, ale i żaby oraz jaszczurki. Wyjątkowo może zjadać miękkie, drobne owoce i nasiona.
Żeruje spokojnie, chodząc po gołej, piaszczystej lub nisko porośniętej ziemi i dziobiąc w glebie. Owad, schwytany na ziemi lub na roślinie za pomocą zakrzywionego dzioba, jest miażdżony, następnie podrzucany w górę, łapany do gardła i łykany. W okresie lęgowym dudki zdobywają pokarm w promieniu do 2 km od gniazda. W okresie karmienia piskląt rodzice gromadzą pokarm w dziobie. Wody piją bardzo mało. W czasie żerowania kiwają głową w przód i w tył, potrafią grzebać w ziemi.

### Okres godowy

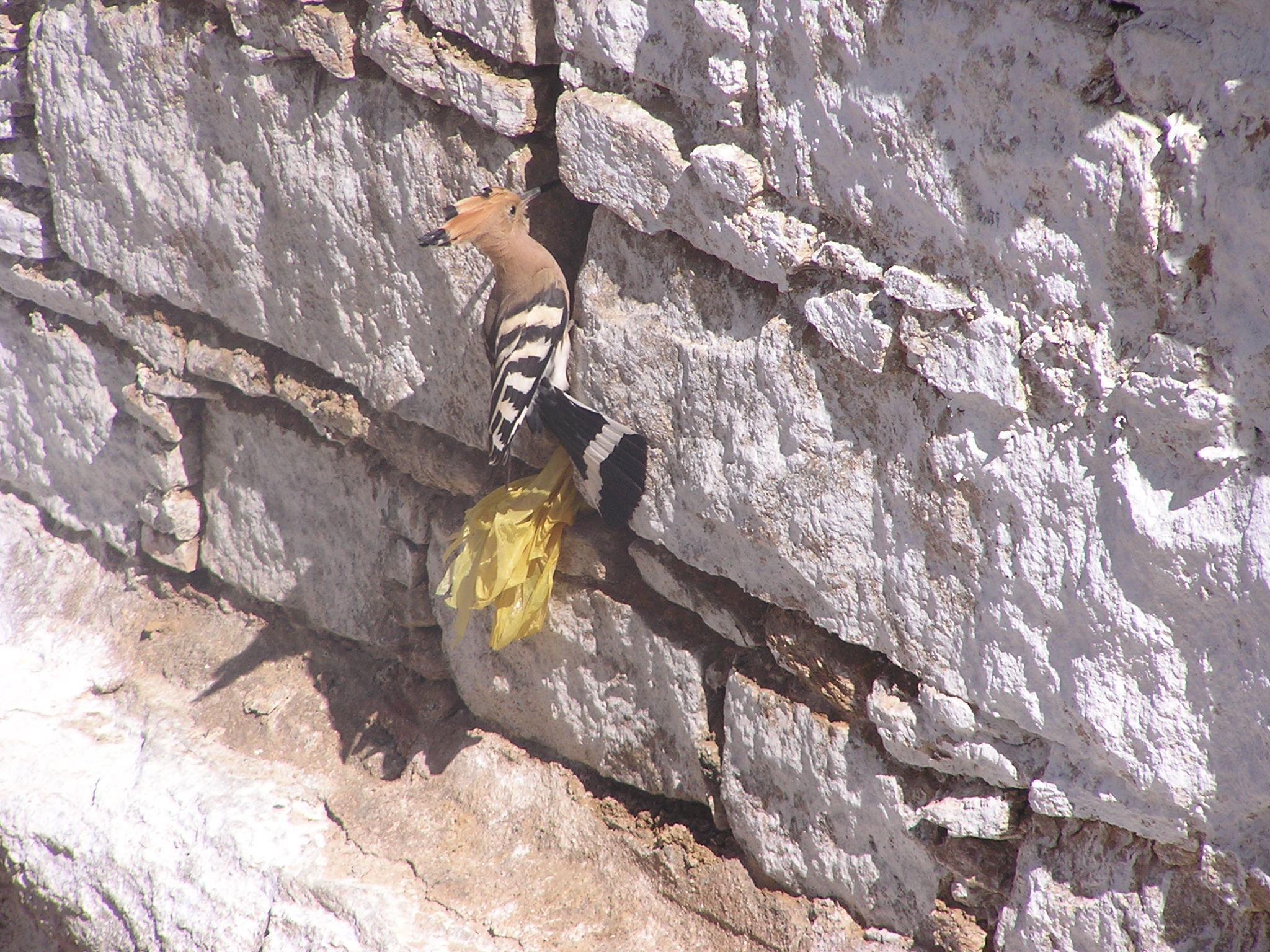
Dudek przy gnieździe

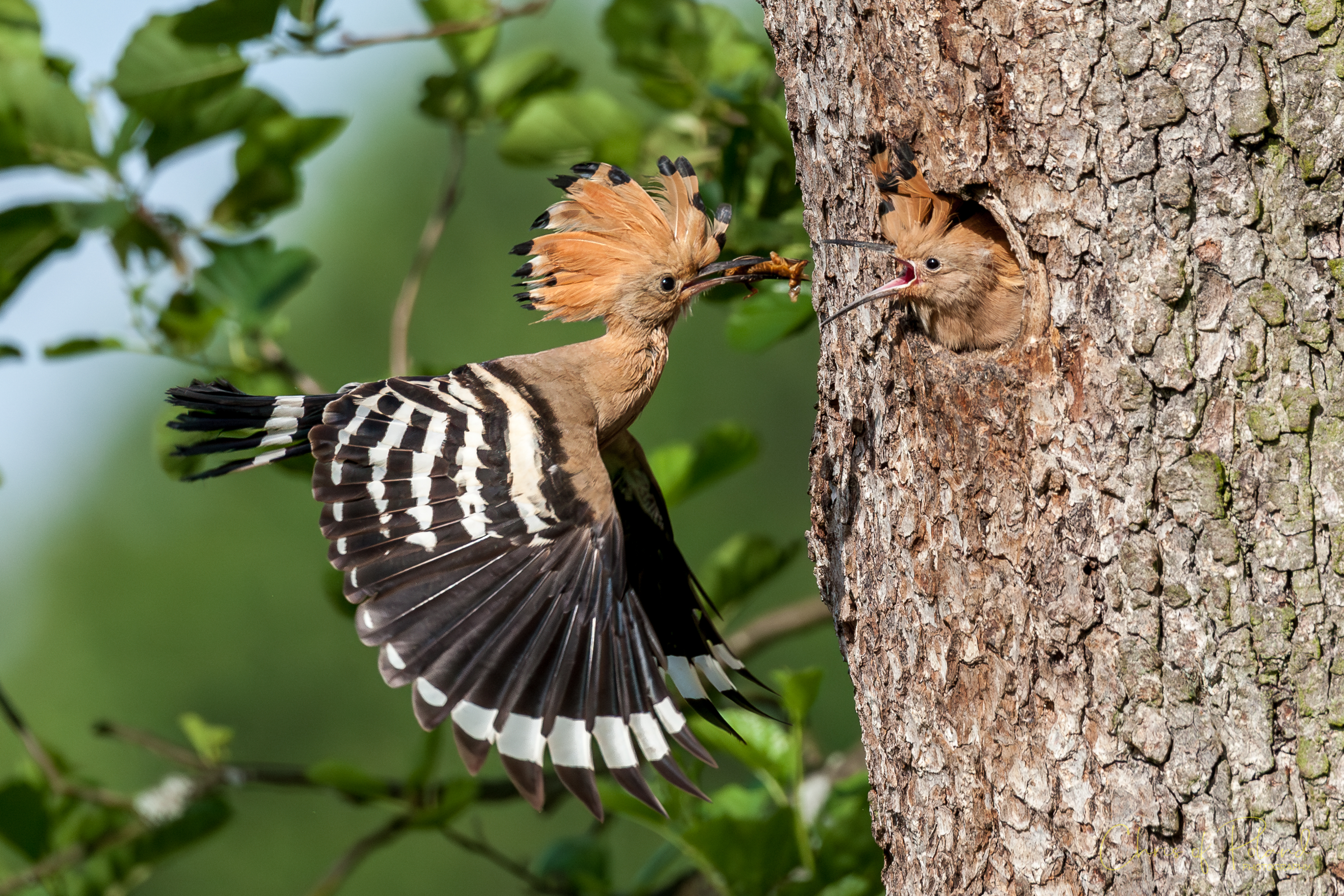
Dudek przy dziupli z młodym

## Rozród

### Toki
Dojrzałość płciową dudki osiągają w drugim roku życia. Monogamiczne pary tworzą się tylko na okres lęgowy. Podczas godów ptaki nawołują się i ścigają. Samce w stosunku do siebie są agresywne. Podczas zalotów samiec często podnosi czubek i wachluje ogonem. Miejsce na gniazdo wybierane jest przed główną fazą zalotów. Samiec pokazuje samicy miejsce potencjalnego gniazda, wołając ją. Czasami wchodzi do dziupli i stamtąd ją nawołuje. Po zaakceptowaniu miejsca przez samicę następuje poznawanie okolicy przez około dwa dni, a następnie budowa gniazda, która trwa od 1 do 14 dni. W końcu następują tak zwane zaloty karmiące. Samiec woła samicę, ta wychyla się, otwiera dziób, w który samiec wkłada smakołyk. Karmienie samicy przeplatane jest licznymi aktami kopulacji, aż do zniesienia ostatniego jaja.

### Terytorium
Rozmiar i natura terytoriów są słabo zbadane. W Polsce przyjmuje się, że rewir pary wyznacza promień 250 m wokół gniazda, co daje około 20 ha.

### Gniazdo
W obszernej dziupli spróchniałego drzewa (szczególnie często wybiera wierzby), pod korzeniami, w skrzynkach lęgowych, norach skarp i urwisk, zagłębieniach tworzonych przez korzenie, szczelinach skał, stertach kamieni lub w szczelinach budynków, również w opuszczonych domach pod okapem dachu, w przybudówkach i na werandach. Wysokość umieszczania gniazda rzadko przekracza 3 m. Wyściółka w gnieździe nie występuje lub jest bardzo skąpa, złożona z suchych traw, liści, mchu i włosia. Gniazda dudków znane są z nieprzyjemnego zapachu, co wynikać miało z tego, że rodzice rzekomo nie usuwają z niego odchodów piskląt. W rzeczywistości młode wypróżniają się przez otwór wlotowy dziupli, a przykra woń pochodzi z wydzieliny gruczołu kuprowego samicy i młodych, którą wystrzykują na napastnika, gdy czują się zagrożone i chcą go odstraszyć.

### Okres lęgowy

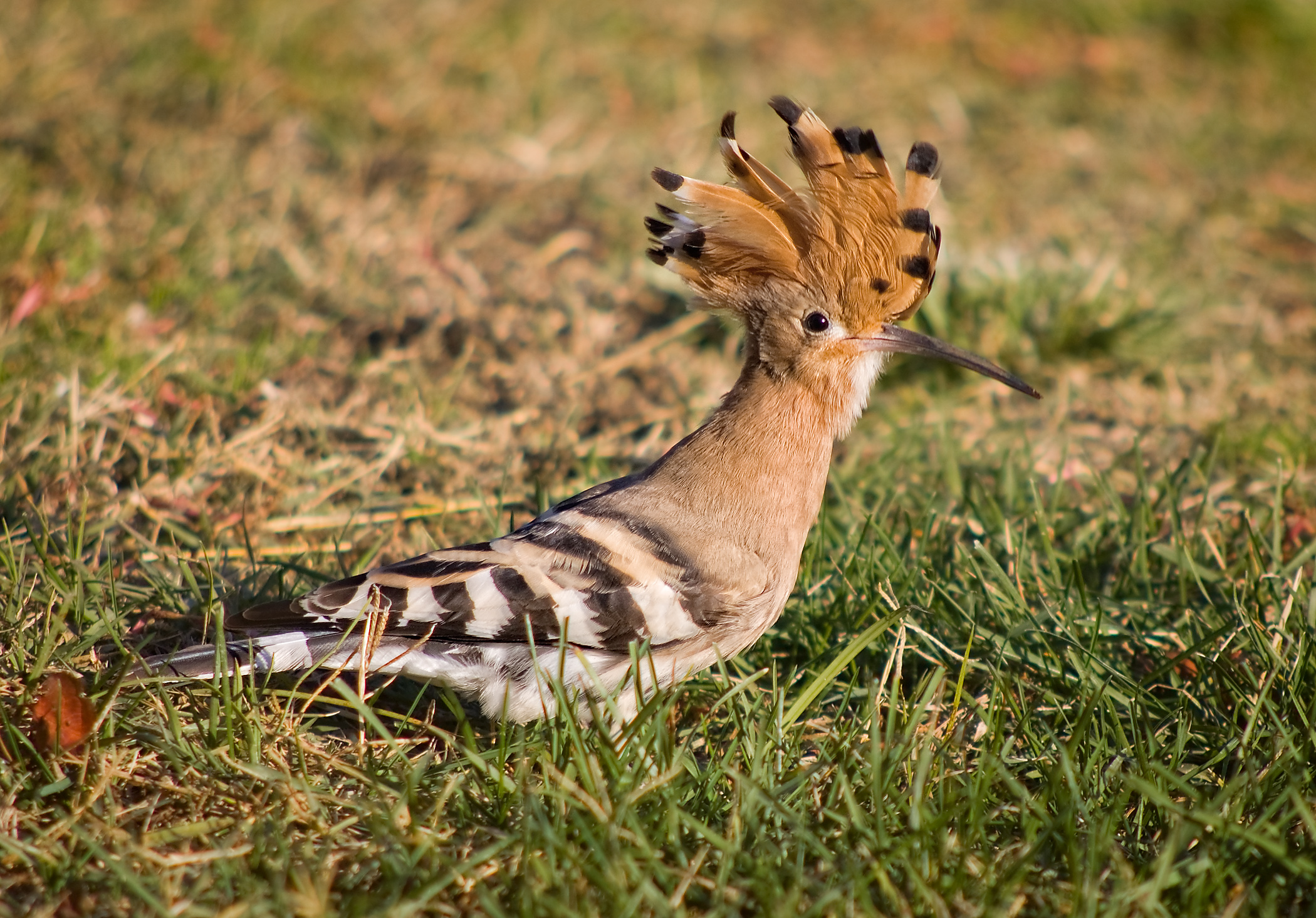
Dudek z podniesionym czubkiem

W ciągu roku wyprowadza jeden - dwa lęgi.

### Jaja

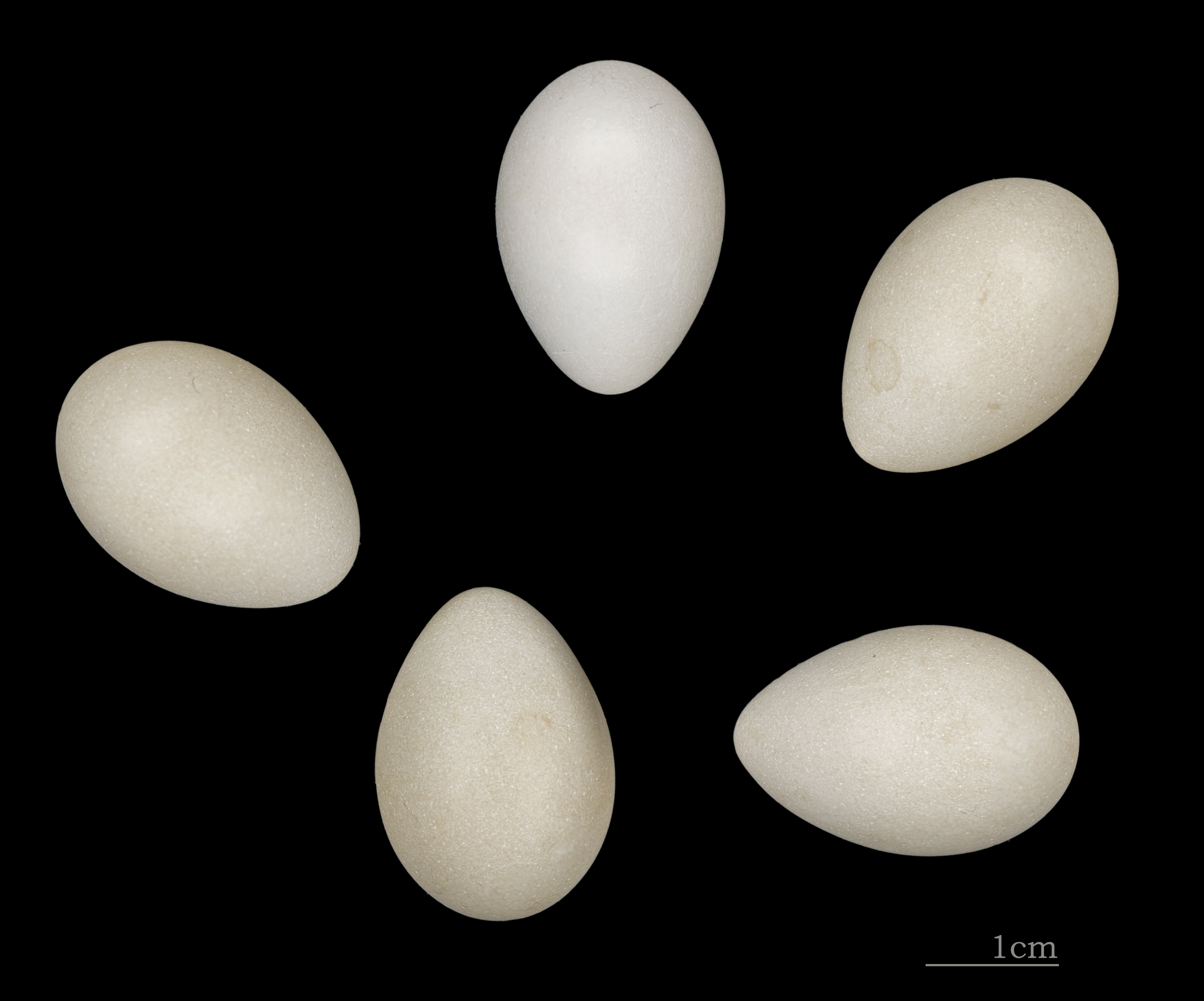
Jaja dudka (zbiory Muséum de Toulouse)

Od końca kwietnia do połowy maja (w Polsce) składa 4–12 (najczęściej 6–8) jaj w dwudniowych odstępach. Są one zielonkawe lub brązowawe, bez plam i namazów, ale ze słabym połyskiem.

### Wysiadywanie
Jaja wysiadywane są przez okres 15 do 18 dni przez obydwoje rodziców (głównie przez samicę, ponieważ samiec przynosi jej pokarm).

### Pisklęta
Pisklęta, rzekome gniazdowniki, wykluwają się pokryte delikatnym, gęstym białym puchem, dzioby mają z żółtymi nabrzmiałymi zajadami i mocno czerwonym wnętrzem. We wczesnym stadium po wykluciu samiec dostarcza najwięcej pokarmu, rzadko wchodząc do dziupli. Karmi młode przy wejściu do dziupli lub podaje pokarm samicy, która sama karmi młode. Gdy pisklęta są starsze, karmią je oboje rodzice. Pisklęta opuszczają gniazdo po 20 do 27 dniach. Kryją się wtedy w zagłębieniach blisko ziemi. Po wylocie z gniazda przebywają z rodzicami około miesiąca, pokarm zaczynają zdobywać już po 6 dniach. Od ptaka dorosłego młode różnią się głównie krótszym dziobem i podobne są do swej matki.

## Status, zagrożenia i ochrona

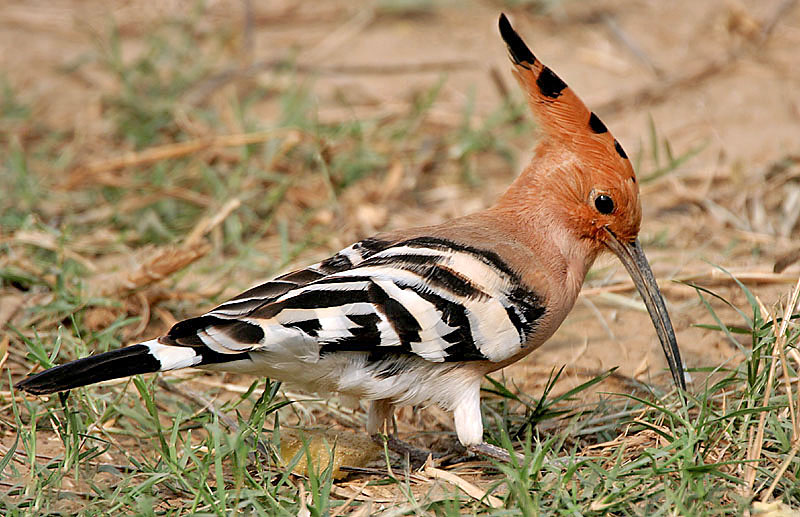
Żerujący dudek – mięśnie głowy pozwalają na rozwarcie dzioba w ziemi

Międzynarodowa Unia Ochrony Przyrody (IUCN) uznaje dudka za gatunek najmniejszej troski (LC – Least Concern). Liczebność światowej populacji w 2015 roku szacowano na 5–10 milionów osobników. Ogólny trend liczebności populacji uznawany jest za spadkowy.
W Polsce jest objęty ścisłą ochroną gatunkową oraz wymagający ochrony czynnej. Na Czerwonej liście ptaków Polski uznany za gatunek najmniejszej troski (LC).
Jako zagrożenia dla liczebności tego gatunku podaje się utratę siedlisk lęgowych wskutek np. zaorywania pastwisk, wyłączenia muraw z wypasu bydła, co skutkuje zarastaniem wysoką roślinnością, usuwania dziuplastych drzew z krajobrazu rolniczego czy też zalesiania rozległych piaszczystych muraw w dolinach rzek. Coraz bardziej ograniczona jest także dostępność do pokarmu – stosowane w rolnictwie pestycydy spowodowały spadek liczebności owadów będących głównym pożywieniem dudka. Zagrożenie dla dudka stanowią także szpaki, które konkurują z nimi o dziuple.
Liczebność polskiej populacji w latach 2008–2012 oceniano na 22−35 tys. par lęgowych, a w latach 2013–2018 już na 43–66 tys. par lęgowych. W porównaniu z latami 80. XX wieku liczebność zdecydowanie wzrosła. Jest to zaskakujące, biorąc pod uwagę niekorzystne zmiany w krajobrazie rolniczym, ale podobny trend zaobserwowano również w innych krajach Europy. Zarówno polska, jak i europejska populacja dudka ustabilizowała się już jednak, a nawet obserwowano niewielki spadek w ostatnich latach (stan w roku 2016).
W niektórych krajach na dudki się poluje, np. w basenie Morza Śródziemnego, w Kuwejcie czy w niektórych rejonach Azji Południowo-Wschodniej.